# Beneš z Hořovic
Beneš z Hořovic, zvaný Čert († zima 1422/1423?), byl český šlechtic, kronikář a překladatel. Sám sebe označil „rytířem zámořským“, pravděpodobně kvůli výpravě do Palestiny.

## Život

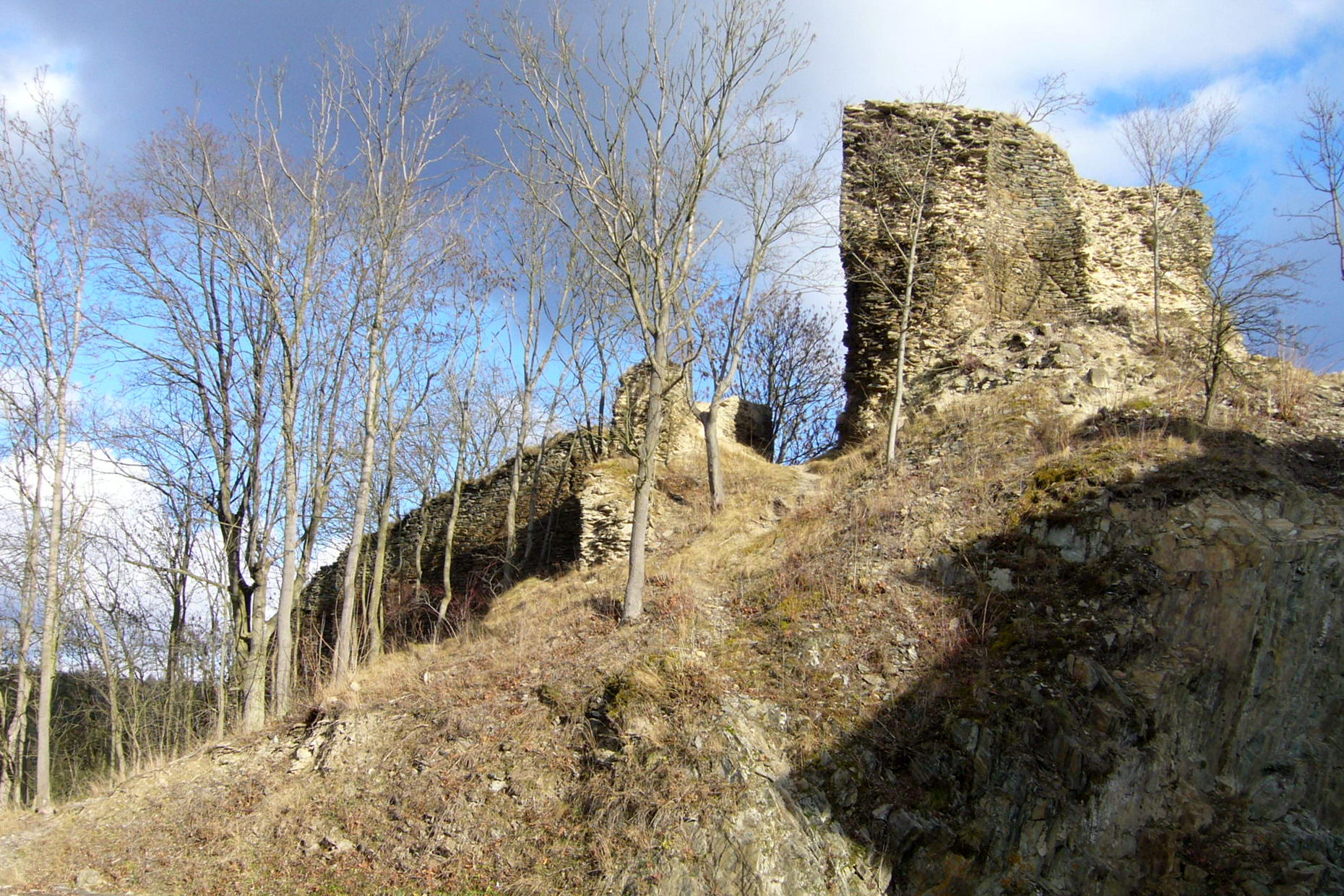
Pozůstatky hradu Rabštejn nad Střelou – torzo věže

Beneš z Hořovic se narodil někdy v průběhu vlády Karla IV. Na počátku 90. let 14. století se vydal na cestu do Palestiny k Božímu hrobu v Jeruzalémě, jak se domnívá literární historik Václav Bok.
Dále je Beneš z Hořovic zmíněn k roku 1392, kdy je zaznamenáno, že byl přítomen na jihozápadní Moravě.
V roce 1396 se stal purkrabím na hradě Rabštejně z pověření krále Václava IV. Následujícího roku (1397) však Václav IV. hrad Rabštejn Benešovi a jeho bratru Bohuňkovi zastavil, ovšem i nadále se Beneš tituloval purkrabím. V roce 1402 Beneš plánoval se svolením míšeňského markraběte zbudování hradu poblíž Teplic v severních Čechách. V tomtéž roce v červnu zaútočil na vesnické statky Pražanů a stoupenců Zikmunda Lucemburského, když stál na straně Václava IV. 28. srpna 1404 byla vydána listina, která sděluje, že Václav IV. obdaroval Beneše z Hořovic svým právem ke statku v obci Přestání. K roku 1405 je zaznamenána Benešova stížnost na Ondřeje z Orlíka. V roce 1410 se Benešovo jméno vyskytlo v záznamu o soudním sporu, který byl veden Albrechtem z Koldic. Téhož roku je uveden jako majitel tvrzi v Pičíně spolu s dalšími členy hořovického rodu.
Dle Jakuba Malého byl Beneš roku 1412 přítomen při popravě Martina, Jana a Staška. Naposledy Beneš před svým úmrtím v písemných pramenech vystupuje v roce 1420, kdy na Pražském hradě svědčil u zápisu převodu majetku Margaretě z Pacova. 
Beneš z Hořovic zemřel v zimě roku 1422/1423.
Beneš z Hořovic zplodil několik synů, jedním z nich byl Kalhot, jenž držel hrad Rabštejn společně se svým strýcem Bohuňkem po Benešově smrti.

## Dílo
- Staročeský překlad Kroniky Martimiani – sestavena buď v 90. letech 14. století, anebo na sklonku 14. a 15. století.[8] Beneš z Hořovic přeložil do češtiny světovou kroniku Martina z Opavy, k tomu byl doplněn díl o dějinách světských panovníků, který byl sepsán na základě zpracování Světové kroniky německého kněze a kanovníka ve Štrasburku Jakuba Twingera z Königshofenu. Tiskem úplná kronika vyšla roku 1488 v Praze.[7]